# 미시간주 하원
미시간주 하원(Michigan House of Representatives)은 미시간주 의회의 하원이다. 110명의 의원이 있으며, 각 의원은 2020년 미국 인구 조사의 인구 수치를 기준으로 약 77,000~91,000명의 주민이 거주하는 선거구에서 선출된다. 그 구성, 권한 및 의무는 미시간주 헌법 제4조에 규정되어 있다.
주 의원은 짝수 해에 선출되며 오후 12시(EST)에 취임한다. 11월 총선 이후 1월 1일. 미시간주 상원과 동시에 하원은 주 헌법에 따라 1월 두 번째 수요일에 처음으로 소집된다. 각 의원은 최대 2년의 6임기로 제한되지만, 미시간주 하원과 미시간 상원을 합쳐 12년을 초과할 수 없다. 하원은 랜싱에 있는 미시간 주 의사당 북쪽 건물에서 모임을 갖는다. 현재 민주당이 의회에서 과반수를 차지하고 있다.
최근 몇 년 동안 하원에서 공화당이 다수를 차지한 것은 2010년 인구 조사 이후 입법부가 시행한 공화당의 게리맨더링 때문이었다고 널리 알려져 왔다. 이후 많은 국회의원 선거에서 민주당이 국민투표에서 승리했지만, 그럼에도 불구하고 과반수 확보에는 실패했다. 그러나 2018년 투표 발의인 제안 2가 통과된 후 주 내 선거구 재조정은 대신 초당파 위원회에 위임되었으며, 이 위원회는 2020년 인구 조사 이후에 새로운 지도를 그렸다. 2022년에는 새로 그려진 구역 경계선의 도움으로 민주당이 2008년 이후 처음으로 하원에서 과반수를 차지했다.